# Щит (учения, 1979)
Учения СССР и стран Варшавского договора «Щит-79» проходили на территории Венгрии с участием штабов и войск Советской Армии, БНА, ВНА, ЧНА, штабов Армии СРР.

## Ход учений
В соответствии с планом совместных мероприятий Объединённых вооруженных сил на территории Венгерской Народной Республики в период с 12 по 19 мая 1979 г. проведены оперативно-тактические учения штабов и войск государств — участников Варшавского Договора «Щит-79».
В учениях участвовали штабы и войска болгарской Народной армии, венгерской Народной армии, Советской Армии, чехословацкой Народной армии, а также штабы Армии Социалистической Республики Румынии. Руководил учениями министр обороны Венгерской Народной Республики генерал армии Л. Цинеге.
На отдельных этапах учений присутствовали Первый секретарь ЦК ВСРП Янош Кадар, Председатель Президиума ВНР Пал Лошонци, Председатель Совета Министров ВНР Дьердь Лазар. На учении присутствовали министры обороны государств — участников Варшавского Договора с делегациями, главнокомандующий и начальник штаба Объединённых вооруженных сил.
На учениях отрабатывались вопросы ведения боевых действий совместными усилиями видов вооруженных сил и родов войск союзных армий. Учения показали возросший уровень оперативно-тактической подготовки генералов, офицеров штабов и войск. Они способствовали дальнейшему совершенствованию взаимодействия армий государств — участников Варшавского Договора и укреплению боевого содружества между ними. В ходе учений Янош Кадар принял министров обороны государств — участников учений.
На учения привлекались, главным образом, сухопутные войска совместно с частями и подразделениями военно-воздушных сил. Предполагаемая численность участвующих в учениях войск — около 30 тысяч человек.

### Этапы учений
- Десантирование 299-го парашютно-десантного полка 98-й гвардейской воздушно-десантной дивизии с техникой.

## Интересные факты
- В 1979 году на учениях «Глобальный щит», проводимых Вооружёнными силами США в качестве ответной меры, отрабатывалась специальная программа боевого дежурства стратегических бомбардировщиков в воздухе «Гигантское кольцо»[3].

- Как сообщило Радио «Свобода» 18 мая 1979, со ссылкой на Венгерское радио: Подразделения румынской армии не принимали участия в учениях, однако венгерская газета «Népszabadság» назвала их в числе присутствовавших.

- В ежедневном докладе Национальной технической информационной службы[англ.] США учения «Щит-79» названы «самыми крупнейшими учениями, когда-либо осуществлявшимися странами Варшавского договора», хотя в действительности они таковыми не являлись[4]:

В то время когда Варшавский договор успешно осуществлял учения, зарубежные газеты и журнали чётко отметили что войска Советского Союза и его союзников демонстрировали не оборонительные, но наступательные действия. Возьмём, к примеру, текущие учения Щит-79. Эти военные учения были самыми крупнейшими учениями, когда-либо осуществлявшимися странами Варшавского договора. По сообщениям, войска участвовавшие в учениях провели свыше трёх месяцев подготовки. Министры обороны различных стран Варшавского договора и начальники генеральных штабов Объединённых вооружённых сил присутствовали на учениях.
Оригинальный текст (англ.)At a time when the Warsaw Pact was successfully staging excercises, foreign newspapers and magazines sharply pointed out that the troops of the Soviet Union and its Warsaw Pact allies were not staging defensive but offensive warfare demonstrations. Take the recent "Shield-79" exercise for example. This military exercise was the biggest ever staged by the Warsaw Pact countries. It was reported that the troops of the countries concerned participating in the exercise had spent over 3 months preparing for it. The ministers of defense of various Warsaw Pact countries and the commanders-in-chief of the Joint armed forces were present at the excercises.

- Доводка и освоение вертолёта Ми-24 продолжались в течение длительного времени. Только после появления в частях модификации «В» Советская Армия получила надёжный боевой вертолёт. Ресурс и живучесть двигателей значительно возросли. В лётной практике известны случаи, когда ТВЗ-117 продолжали нормально работать даже после попадания в них разнообразных посторонних предметов. А на учениях стран Варшавского договора «Щит-79» произошёл весьма редкий случай. Экипаж Ми-24 опоздал с выходом на огневой рубеж и оказался над полигоном в тот момент, когда его уже обрабатывала артиллерия. Пока лётчик отворачивал машину на обратный курс, в двигатель попало несколько осколков. При следовании на аэродром экипаж слышал стук в силовой установке, однако заметных изменений в её работе не наблюдал[5].